# Спардек
Спарде́к (від нід. spardek або нім. Spardeck — «кроквяна палуба, палуба на опорах») — різновид полегшеної верхньої палуби, призначеної для захисту перевозимого вантажу від дії морських хвиль. Як правило, спардеком оснащувалися тільки цивільні трипалубні судна, на яких спардек розміщувався над головною палубою і внаслідок чого вони часто називалися спардековими. Досвід експлуатації таких плавзасобів показав, що їхнє будівництво не є доцільним, бо спардек не бере участі в посиленні загальної поздовжньої міцності суднових конструкцій.
На кораблях дерев'яного вітрильного флоту під спардеком розуміли найвищу легку палубу, яка служила для зберігання запасних елементів суднового рангоуту і розташовувалася над головною палубою. У нинішні часи спардеком іноді неправильно називають палубу середньої надбудови корабля.